# ژوسلین گائل
ژوسلین گائل (فرانسوی: Josseline Gaël‎؛ ۴ فوریه ۱۹۱۷ – ۱۰ اوت ۱۹۹۵) یک بانوی هنرپیشه اهل فرانسه بود. از فیلم‌ها یا برنامه‌های تلویزیونی که وی در آنها نقش داشته‌است می‌توان به بی‌نوایان اشاره کرد.